# Olszany (rejon prużański)
Olszany (biał. Альшаны; ros. Ольшаны) – wieś na Białorusi, w obwodzie brzeskim, w rejonie prużańskim, w sielsowiecie Linowo.
Należały do ekonomii prużańskiej. W dwudziestoleciu międzywojennym leżały w Polsce, w województwie poleskim, w powiecie prużańskim.